# Anthony Bevilacqua
Anthony Joseph Bevilacqua (Brooklyn, 17 giugno 1923 – Wynnewood, 31 gennaio 2012) è stato un cardinale e arcivescovo cattolico statunitense.

## Biografia
Bevilacqua era figlio di genitori italiani emigrati negli Stati Uniti, il papà, Luigi, da Spinazzola e la mamma , Maria Codella, da Calitri.
Ordinato sacerdote l'11 giugno 1949 a Brooklyn, il 4 ottobre 1980 fu eletto vescovo titolare di Acque Albe di Bizacena e nominato ausiliare di Brooklyn. Ricevette l'ordinazione episcopale il 24 novembre dello stesso anno.
Il 7 ottobre 1983 fu nominato vescovo di Pittsburgh.
Fu arcivescovo di Filadelfia dall'8 dicembre 1987 al 15 luglio 2003, giorno in cui gli succedette Justin Francis Rigali.
Papa Giovanni Paolo II lo innalzò alla dignità cardinalizia nel concistoro del 28 giugno 1991.
Nel febbraio 2011 è stato riferito che il cardinale Bevilacqua era affetto da cancro e demenza senile.
È scomparso il 31 gennaio 2012 all'età di 88 anni. È sepolto nella cattedrale dei Santi Pietro e Paolo a Filadelfia.

## Genealogia episcopale e successione apostolica
La genealogia episcopale è:
- Cardinale Scipione Rebiba
- Cardinale Giulio Antonio Santori
- Cardinale Girolamo Bernerio, O.P.
- Arcivescovo Galeazzo Sanvitale
- Cardinale Ludovico Ludovisi
- Cardinale Luigi Caetani
- Cardinale Ulderico Carpegna
- Cardinale Paluzzo Paluzzi Altieri degli Albertoni
- Papa Benedetto XIII
- Papa Benedetto XIV
- Cardinale Enrico Enriquez
- Arcivescovo Manuel Quintano Bonifaz
- Cardinale Buenaventura Córdoba Espinosa de la Cerda
- Cardinale Giuseppe Maria Doria Pamphilj
- Papa Pio VIII
- Papa Pio IX
- Cardinale Alessandro Franchi
- Cardinale Giovanni Simeoni
- Cardinale Antonio Agliardi
- Cardinale Basilio Pompilj
- Cardinale Adeodato Piazza, O.C.D.
- Cardinale Luigi Raimondi
- Vescovo Francis John Mugavero
- Cardinale Anthony Joseph Bevilacqua

La successione apostolica è:
- Vescovo Nicholas Carmen Dattilo (1990)
- Vescovo Edward Peter Cullen (1994)
- Vescovo Robert Patrick Maginnis (1996)
- Vescovo Joseph Francis Martino (1996)
- Vescovo Michael Francis Burbidge (2002)